# Windows 10 行動裝置版
Windows 10 Mobile，是Windows 10作業系統的分支版本。此版本是专为螢幕尺寸低于8寸的智慧型手機和平板电脑运行。它採用ARM架构和IA-32处理器架构。該版本為行動裝置提供了强大的功能。其中包括：同步處理功能、通用應用程式（Universal Apps）、从Android和iOS的平台移植的应用、将裝置连接至外部螢幕、可使用类似PC的滑鼠和键盘输入。微软曾经在Twitter (現已改名為 X )上承诺所有Lumia Windows Phone 8 智慧型手機均可升级Windows 10 Mobile，但一些功能取决于硬體設備的兼容性。微软官方曾表示會为所有搭载Windows Phone 8操作系统的设备提供Windows 10 Mobile更新。Windows 10行動裝置版原預定2015年12月陸續發布，但已多次延後。2016年3月18日，微软向18款机型推廣了正式版，随后表示除了諾基亞Lumia 929以外，目前没有向其他Windows Phone设备提供升级的计划。2017年10月8日，微軟作業系統部門副總裁Joe Belfiore表示Windows 10 Mobile已經停止開發新版本與新功能，僅會對現有版本和設備進行安全補丁與維護，現已由先前公佈的2019年12月延長至2020年1月。截至2020年12月，其市場佔有率僅0.02%。

## 发展历史
2012年，微軟发布Windows Phone 8，摒弃了前任Windows Phone 7基于Windows CE的体系，而采用Windows NT内核，与Windows 8共享包括文件系统（NTFS）、网络協定、安全元素、图形引擎（DirectX）、驱动和硬體抽象层的架構。在Build 2014，微软初步推出了“通用應用程式”的概念。在Windows 8.1創建的應用程式，可以移植到Windows Phone 8.1和Xbox One。用户数据和许可证、应用程序也可以在多个平台之间共享。
2014年7月，微软新任首席执行官Satya Nadella说，公司计划“将使三个版本的Windows操作系统精简为一个单一的聚合操作系统屏幕，“统一Windows、Windows Phone、“Windows嵌入式系统”在一个共同的架构和统一的應用程式生态系统。然而，Nadella表示，这些内部变化不会影响任何操作系统的功能。
2014年9月30日，微软推出了Windows 10，Terry Myerson说,Windows 10将是微软的“最统一的平台”，并计划为台式电脑，笔记本，平板电脑，智能手机，一体机，物联网，混合现实头盔等设备提供一个“统一”的平台。2015年1月21日，在“Windows 10:下一章”新闻发布会中，Windows 10 Mobile预览版公开发布。与之前的Windows Phone版本相比,Windows 10还将扩大平台的统一，基于ARM的平板电脑，从而使之成为一个继任者接替微软已经宣告失败的Windows RT平台（这是基于Windows 8/8.1的移动设备）。而Windows RT设备将收到一个与Windows 10个人电脑的一些特性不同的更新。
在Build 2015主题演讲中，微软宣布Windows Bridge一些工具将允许Android和iOS的應用程式移植到Windows 10 Mobile。并由Windows Bridge for Android，一个运行环境（代号为“Astoria”）提供支持，允许重新使用Java或c++使Android應用程式移植到Windows 10。将实现多数曾经调用Android 4.4 API的應用程式转为调用Windows API。支持微软平台如Bing Maps和Xbox Live可以作为近替代等效Google Mobile Services。Android應用程式也可以直接以APK文件发布到Windows 10平台的Windows Store。但包含了一些限制：Google移动服务API和某些核心API将不可用，Windows开发者平台的技术主管凯文•加洛解释说，“深度集成到背景程序”的應用程式（如消息传递软件）在这种环境下不能完美地运行。
2015年3月18日，在中国深圳举行的WinHEC大会上，微软宣布将为小米手机4适配Windows10移动版，并在12月3日发布了公测版。
2016年2月26日，微软宣布放弃Project Astoria。
2016年8月17日，Windows 10 周年更新移动版开始推送，支持19款机型。
2017年4月末，微软发布Windows 10 Mobile创意者更新 （页面存档备份，存于），支持13款机型。之后，新的Mobile快速预览版本进入“feature2”分支，以Bug修复为主，几乎不提供任何新特性，并不再和PC端的Redstone 3分支同步。微软表示这是“在汇集OneCore （页面存档备份，存于）代码”的结果。
2017年6月1日，微软同时向PC和Mobile端推送了错误的预览版本16212。此版本意外地泄露了Windows 10 Mobile的新特性，包括全新的自适应界面（CSHELL，Composable Shell），窗口化Continuum （页面存档备份，存于）模式等。
2017年10月8日，微軟作業系統部門副總裁Joe Belfiore表示因為Windows 10 Mobile使用人數太少，欠缺App開發人員，Windows 10 Mobile已經停止開發新版本與新功能，僅會對現有版本和設備進行安全補丁與維護。
2020年1月14日，该系统正式停止更新。

### 命名
按照微软统一平台战略，Windows10系统将作为單一一个品牌，所以沒有「Windows Phone 10」。微软在美國已经开始逐步下线在2014年中期開始投放的Windows Phone品牌广告。
在其发布时微软宣布盛傳已久的Windows Phone 10的官方名称是「Windows 10 Mobile」。

## 与其他平台應用程式通用
原本微軟曾經表示可以支援Android和iOS的應用程式，但後來因為APK檔的載入會使得效能受到影響且遭受部分用戶撻伐而被迫宣佈支援Android程式的計劃“无限延期”。2016年2月26日，微软宣布放弃Project Astoria。另外 Project Islandwood 相容性的問題無法克服狀況也不樂觀，該專案的目的是讓 Windows 10 手機執行 iOS 的生態應用程式。

## 裝置與平台統一
Windows 10重視不同设备之间的同步，尤其是在设备运行Windows版本的电脑和智能手机。Windows 10電腦的Windows Runtime應用程式可以移植到Windows 10 Mobile，并分享共同的代码库。Windows 10 Mobile與个人电脑版本分享同樣的用户界面元素，但与桌面版本不同的是，不会有多用户登录功能。
Windows 10 Mobile的手機若接到Windows 10電腦（甚至是無主機的螢幕），則會可以在開始功能表或全螢幕顯示整合化的手機畫面(Continuum)。

## 硬件要求
Windows 10 Mobile对存储的要求最低为4GB、运行内存最低为512MB、屏幕分辨率最低要求800X480、相机的最低要求为30万像素以上摄像头，而之前Windows Phone的相机要求为至少200万像素。Windows 10 Mobile支援不带蓝牙和加速度计的手机。Windows 10 Mobile能够兼容包括骁龙210、400、615、801、808、810在内的高通处理器，也兼容英特尔X3 Sofia LTE这样的X86架构处理器。Windows 10 Mobile还支持其他搭载老款骁龙处理器的设备进行升级。
不过对于采用骁龙S4系列处理器的老款Windows Phone设备来说，Windows 10 Mobile的支持仅到Build 10586为止，因为自Redstone分支Build 14322版本开始，微软终止了对这些老款高通骁龙处理器的支持。
从14356版本开始，这些老款机型又可以正常升级RS1分支预览版，直到微软向发行预览通道推送作为发布候选的14393版本为止。现时这些老款机型已无法通过Windows预览体验获得Windows 10移动版以及后续升级，但仍可通过修改注册表变更机型等办法获取更新并安装升级。